# Hans Fruck
Hans Fruck (ur. 15 sierpnia 1911 w Berlinie, zm. 15 grudnia 1990) – niemiecki działacz komunistyczny, generał major Stasi.

## Życiorys
Po ukończeniu szkoły w 1925 został uczniem tokarza, 1927-1929 działał w Komunistycznym Związku Młodych Niemiec, w którym był członkiem Okręgowego Komitetu Berlin-Brandenburgia. W 1930 wstąpił do KPD, pracował w wydawnictwie komitetu Rewolucyjnej Opozycji Związków Zawodowych (Revolutionäre Gewerkschafts-Opposition), 1933-1934 był bezrobotny, później pracował jako tokarz w Borsigwalde, gdzie kierował podziemną komórką antyfaszystowską. W 1943 został aresztowany przez gestapo za zamiar zdrady stanu i skazany na 5 lat, karę odbywał w więzieniu Brandenburg-Görden w mieście Brandenburg an der Havel, po upadku III Rzeszy wypuszczony i skierowany przez władze komunistyczne do pracy w policji Niemiec Wschodnich. Kierował komisariatem policji kryminalnej w Berlinie Wschodnim, 1947-1949 był zastępcą szefa i szefem dyrekcji kryminalnej Berlina, 1949-1950 był słuchaczem Wyższej Partyjnej Szkoły Karola Marksa przy KC SED, później pracował w Stasi. W latach 1951–1953 stał na czele zarządu berlińskiego Stasi, 1953-1955 zarządem służby bezpieczeństwa Ministerstwa Spraw Wewnętrznych NRD, 1955-1956 ponownie kierował zarządem Stasi w Berlinie. W 1953 otrzymał stopień generała majora. Od maja 1959 do lutego 1959 był zastępcą szefa, a od lutego 1959 do czerwca 1977 I zastępcą szefa Głównego Zarządu Wywiadowczego Stasi NRD, w 1977 przeszedł na emeryturę. W 1969 został odznaczony Złotym Orderem Zasługi dla Ojczyzny, a w 1981 Orderem Karla Marksa.